# Feuerbachova kružnica
Feuerbachova kružnica ili kružnica 9 točaka, ponekad Eulerova kružnica, prolazi kroz ovih 9 točaka:
- 3 nožišta visina u trokutu
- 3 polovišta stranica
- polovišta dužina koje spajaju vrh s ortocentrom.

Središte Feuerbachove kružnice je polovište dužine koja spaja ortocentar trokuta sa središtem trokuta opisane kružnice.
Kružnica 9 točaka označuje se kao k9 a njeno središte označuje se O9.

## Svojstva
Duljina polumjera Feuerbachove kružnice pola je duljine polumjera kružnice opisane trokutu.